# Heitor Gurgulino de Souza
Heitor Gurgulino de Souza (São Lourenço, Minas Gerais, 1 de Agosto de 1928 - 19 de Novembro de 2023) é um acadêmico Brasileiro. Gurgulino foi uma das personalidades brasileiras mais importantes no cenário político internacional, como reitor da Universidade das Nações Unidas, onde ocupou também o cargo de subsecretário geral das Nações Unidas tendo participado de diversas conferências da ONU.
Atualmente é Vice-Presidente, The Club of Rome (e Preside seu Capítulo Brasileiro), e Secretário-Geral Eleito, International Association of University Presidents.

## Títulos
- Bacharel - Universidade de Mackenzie, SP - 1949.
- Licenciado - Universidade de Mackenzie, SP - 1950.
- Instrutor e professor assistente - Instituto Tecnológico de Aeronáutica, ITA - 1951/1959.
- Assistente de pesquisa - Universidade de Kansas, USA - 1956/1957.
- Professor (Física e Matemática) - Faculdade de Ciências de Rio Claro, UNESP - 1959/1962.
- Reitor - Universidade Federal de São Carlos, SP - 1970/1974.
- Reitor - Universidade das Nações Unidas, Tóquio - 1987/1997.

## Histórico
Exerceu várias funções de gestão em Ciência e Tecnologia e em Educação, tendo sido chefe da Unidade de Educação e Pesquisa do Departamento de Assuntos Científicos, da Organização dos Estados Americanos - OEA, Washington - DC, de 1962 a 1969. Diretor e assessor especial do Conselho Nacional de Desenvolvimento Científico e Tecnológico - CNPq, de 1975 a 1982. Diretor do Departamento de Assuntos Universitários - DAU, do Ministério de Educação e Cultura - MEC, de 1972 a 1974. Membro do então Conselho Federal de Educação, hoje, Conselho Nacional de Educação, do qual presidiu a Câmara de Planejamento de 1982 a 1987. Como reitor da Universidade das Nações Unidas, ocupou também o cargo de subsecretário geral das Nações Unidas e tendo participado das seguintes conferências da ONU: sobre Meio Ambiente e Desenvolvimento - UNCED, Rio de Janeiro, 1992, sobre População no Cairo em 1994, sobre Desenvolvimento social em Copenhague em 1995, a UN Conference on Women, Beijing em 1995, Habitat II em Istambul em 1996 e sobre Alimento em Roma em 1996. É membro eleito da Sigma Pi Sigma-Physics Honor Society, USA e da American Physical Society desde 1956, da Sociedade Brasileira para o Progresso da Ciência - SBPC, desde 1961 e da Sociedade Brasileira de Física desde a sua fundação. Integrou organismos internacionais ligados a sua área de atuação e desempenho, nos quais exerceu cargos e funções de destaque, como: presidente do Comitê Interamericano de Ciência e Tecnologia (CICYT), da OEA, presidente do Latin American Scholarship Program of American Universities - LASPAU, Harvard University, USA, membro do International Council for Educational Development, Princeton, USA, vice-presidente da Associação Internacional de Reitores - IAUP, México, presidente do Grupo Interuniversitário Latinoamericano - GULERPE, Caracas, Venezuela. Membro do Conselho de Reitores das Universidades Brasileiras - CRUB, e membro do Conselho da Fundação Brasileira para o Desenvolvimento do Ensino de Ciências - FUNBEC além de ter sido eleito, em 1996, membro do Clube de Roma e conselheiro especial do diretor-geral da UNESCO (Paris) no período de 1997 a 1999.

## Prêmios e Condecorações
- Comendador da Ordem do Rio Branco - Ministério das Relações Exteriores - 1973
- Grande Oficial da Ordem Nacional do Mérito Educativo - Presidente da República Francesa - 1988
- Grã-Cruz da Ordem Nacional do Mérito Científico - Presidência da República do Brasil - Nov/1996

## Títulos Honoríficos
- Professor honorário e doutor honoris causa - Universidade Autonoma de Guadalajara - 1973
- Doutor honoris causa - Universidade da Califórnia - 1996

## Publicações
- DE SOUZA, H.G. In BULL. AMER. PHYSICAL SOCIETY. BOULDER MEETING., 1957. Gamma rays from the proton bombardment of natural silicon.